# Johann Georg Meyer
Pour les articles homonymes, voir Meyer et Johannes Meyer.
Johann Georg Meyer, né le 28 octobre 1813 à Brême et mort le 4 décembre 1886 à Berlin, est un peintre allemand.

## Biographie
Meyer est le fils de Johann Georg Meyer, boulanger. Sa mère a une pratique religieuse stricte. À Brême, il suit des cours de dessin. À partir de 1833, il étudie à l'académie des beaux-arts de Düsseldorf. En plus de Wilhelm von Schadow, Karl Ferdinand Sohn en particulier y est son professeur. Meyer acquiert les compétences manuelles nécessaires pour pouvoir vivre de la vente de ses peintures, mais il échoue d'abord. De 1841 à 1852, il a son propre atelier à Düsseldorf. À partir de 1841, Meyer mène des études approfondies sur la culture Schwalm (de) à Schrecksbach. En 1843, il devient membre honoraire de l'Association des artistes de Brême (de). Lors de ses voyages à Bruxelles et à Anvers, Meyer découvre les œuvres de Peter Paul Rubens et d'Anthony van Dyck. Le 25 novembre 1851, il épouse à Brême la cantatrice Juliane Henriette Beer (née le 21 avril 1826 à Stockholm, morte le 22 mars 1910 à Berlin), fille du maître de chapelle Johann Adolph Ferdinand Beer (1792-1864) et de la chanteuse Marie Julie Henriette Grund (vers 1793–1861). Le cercle d'amis proches du couple comprend les peintres Hans Fredrik Gude et Adolph Tidemand, Wilhelm Camphausen, Andreas et Oswald Achenbach et Caspar Scheuren.

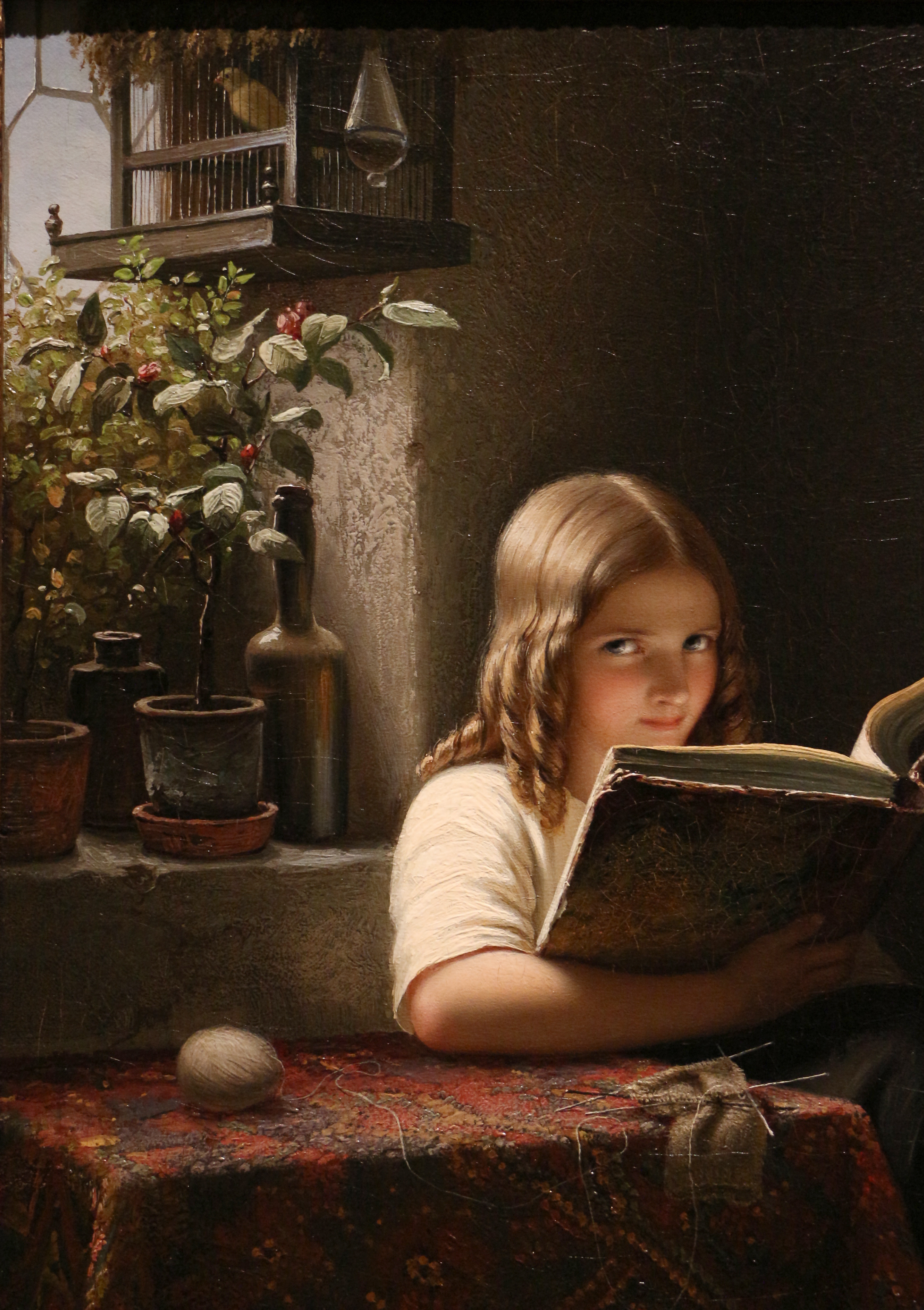
Fille en train de lire, 1848.

Lorsque son tableau La Prière d'une veuve reçoit la petite médaille d'or à l'exposition académique de Berlin, Meyer s'installe à Berlin en août 1852, où il devient professeur et ouvre plus tard un atelier. La vente de ses œuvres va de mieux en mieux : en 1838, il ne reçoit que 19 thalers et 25 gros pour le tableau Mère et enfant, tandis qu'en 1886 son dernier tableau La Chérie rapporte 25 000 mark à Berlin.
Meyer est particulièrement populaire auprès des émigrants en Amérique. Son œuvre La Lettre se trouve au Metropolitan Museum of Art de New York. En 1854, le roi de Prusse le nomme professeur à l'académie des beaux-arts de Berlin.
Johann Georg Meyer est l'auteur d'environ 1 000 œuvres. À sa mort en 1886, il est enterré à l'ancien cimetière Saint-Matthieu de Schöneberg. En 1938-1939, dans le cadre des plans d'Albert Speer pour un axe nord-sud, sa tombe comme environ 15 000 autres tombes sont déplacées dans le cimetière de Stahnsdorf, où elle se trouve encore aujourd'hui.